# Ingrid Vidal
Ingrid Yulieth Vidal Isaza (* 22. April 1991 in Palmira) ist eine kolumbianische Fußballnationalspielerin.

## Karriere

### Verein
Vidal begann ihre Karriere im Schulteam des Institucion Educativa Santa Barbara in Palmira. In ihrer Heimatstadt spielte sie neben der Schule in der Jugend und später der ersten Mannschaft von Generaciones Palmiranas . Im Herbst 2010 schrieb sie sich für ihr Studium an der University of Kansas ein und spielt seit August 2011 für deren Team Kansas Jayhawks.

### Nationalmannschaft
Sie spielte 2008 die U-17-Fußball-Südamerikameisterschaft der Frauen und nahm wenig später an der U-17-Fußball-Weltmeisterschaft der Frauen 2008 in Neuseeland teil. 2010 spielte sie zudem bei der U-20-Fußball-Weltmeisterschaft der Frauen 2010 und belegte mit ihrer Mannschaft den vierten Platz.
Im Juni 2011 wurde sie für die Fußball-Weltmeisterschaft der Frauen 2011 in Deutschland nominiert. Am 29. Juni 2012 wurde sie für die Olympischen Sommerspiele in London nominiert.

## Erfolge
- Kolumbianische Meisterin: 2018